# Unterhaltungsblatt für deutsche Ansiedler im südlichen Rußland
Das Unterhaltungsblatt für deutsche Ansiedler im südlichen Rußland war eine Monatszeitung in Odessa von 1846 bis 1863.

## Geschichte
Seit 1846 wurde das Unterhaltungsblatt für deutsche Ansiedler im südlichen Rußland durch das Fürsorgekomitee für ausländische Ansiedler im Süden Russlands herausgegeben.
Es war die erste deutschsprachige Zeitung
im südlichen Russischen Reich  und  richtete sich an die neu angeworbenen deutschen Kolonisten im Gouvernement Cherson am Schwarzen Meer (in der heutigen Ukraine).
Das Unterhaltungsblatt enthielt vor allem praktische Ratschläge für die Landwirtschaft, dazu offizielle Bekanntmachungen, Witterungshinweise, Anzeigen, Gedichte  und Erzählungen und ähnliches. Es musste von allen Schulzenämtern bezogen werden und hatte so eine Auflage von 200 verkauften Exemplaren.
1863 wurde das Erscheinen eingestellt, nachdem die Odessaer Zeitung von dem Verleger Louis Nitzsche neu gegründet worden war.